# Karangsuwung
Karangsuwung is een bestuurslaag in het regentschap Cirebon van de provincie West-Java, Indonesië. Karangsuwung telt 6949 inwoners (volkstelling 2010).